# Ibadat
Ibadat betyder gudstjänst eller utövning på arabiska.
Ibadat är en arabisk term för de plikter en muslim ska följa, framför allt de fem grundpelarna i islam; trosbekännelsen (Shahada), tidebönen (salat), fastan (sawm), allmosan (zakat) och vallfärden (hajj). I egenskap av att vara Guds tjänare bör muslimer utföra vissa handlingar. Gärningarna kan beskrivas som riter/regler/plikter i förhållandet mellan Gud och människa. Ibadat omfattar såväl gudstjänstlivet som handlandet i vardagen. 
Knut S. Vikør anger i Mellom Gud og Stat (2003) att enligt Ibadat ska muslimer hålla sig till Uppenbarelsen, vilket är en evig princip som är direkt given av Gud till människan och som därför inte går att ändra. Däremot finns det inget utförligt beskrivet i Koranen utan det är i Sunna som detaljerna är mer specificerade uppger Vikør. 